# Lovec (revija)
Lovec je slovenska lovska mesečna revija. Izdaja jo Lovska zveza Slovenije. Vsako leto izide deset enojnih in ena dvojna številka. Izhaja od leta 1910 z občasnimi prekinitvami v svetovnih vojnah.
Pobudo zanj je dalo Slovensko lovsko društvo. Do leta 2010 je izšlo 94 letnikov. V letih 1910−1930 in 1948 so objavljali članke o ribištvu. Prvi urednik je bil Ivan Lovrenčič. Revijo so nato med drugimi urejali še Janko Lokar, Vladimir Kapus, France Cvenkel in Boris Leskovic.